# Platanista
Platanista Wagler, 1830 è un genere di cetacei odontoceti presente nei corsi d'acqua del subcontinente indiano. Tradizionalmente veniva considerato monotipico, con un'unica specie (P. gangetica) ripartita in due sottospecie, il platanista del Gange (P. g. gangetica) e il platanista dell'Indo (P. g. minor), ma nel 2021 una serie di prove genetiche e morfologiche ha portato gli studiosi a considerare le due forme come specie a sé. Si stima che le due specie di platanista si siano separate 550000 anni fa. Sono gli unici rappresentanti attuali della famiglia dei Platanistidi (Platanistidae J. E. Gray, 1846) e della superfamiglia dei Platanistoidei (Platanistoidea). Fossili di specie affini risalgono all'Oligocene superiore.
I platanisti sono cetacei piccoli ma tozzi, con muso o rostro allungato, pinne pettorali larghe e pinna dorsale piccola. Presentano diverse caratteristiche insolite. Vivendo in fiumi dalle acque torbide, hanno occhi piccoli e privi di cristallino: per orientarsi si affidano infatti all'ecolocalizzazione. Il cranio presenta grandi creste sopra il melone, che aiutano a direzionare i segnali di ecolocalizzazione. Questi delfini predano principalmente pesci e gamberetti, cui danno la caccia in tutta la colonna d'acqua. Sono attivi tutto il giorno e vengono avvistati in piccoli gruppi. Entrambe le specie vengono classificate «in pericolo» dalla Lista Rossa della IUCN. Sono minacciate soprattutto da dighe, sbarramenti, reti da pesca e inquinamento, sia chimico che acustico.

## Tassonomia
I platanisti venivano tradizionalmente considerati un'unica specie, Platanista gangetica, suddivisa in due sottospecie, una presente nel Gange (P. g. gangetica) e l'altra nell'Indo (P. g. minor). Nel 1801 Heinrich Julius Lebeck battezzò il platanista del Gange Delphinus gangeticus, mentre nel 1830 Johann Georg Wagler coniò il nome generico Platanista, una parola latina derivata dal greco platanistēs, che potrebbe essere correlato alla parola greca platē («remo», ma anche «piatto», «largo»). Questo nome venne attribuito per la prima volta a questa specie da Plinio il Vecchio nella Naturalis Historia nel 77 d.C. Nel 1853, Richard Owen descrisse un esemplare proveniente dall'Indo, considerandolo come una forma più piccola appartenente alla stessa specie del platanista del Gange.
Sulla base di differenze nella struttura del cranio e delle vertebre, nelle proteine del sangue e nei lipidi, gli scienziati dichiararono le due forme specie separate negli anni '70. I risultati di questi studi però vennero criticati per la limitatezza dei campioni analizzati e l'assenza di analisi statistiche, tanto che a partire dalla fine degli anni '90 le due popolazioni furono nuovamente considerate due sottospecie di un'unica specie. Anche uno studio del DNA mitocondriale del 2014 rilevò differenze insufficienti per supportare la classificazione come specie separate. Tuttavia, nel 2021, un nuovo studio ha riscontrato significative divergenze genetiche tra le due popolazioni e importanti differenze nella struttura del cranio: ciò ha portato alla conclusione che le due sono effettivamente specie distinte.

### Evoluzione
I platanisti sono gli unici membri sopravvissuti della famiglia dei Platanistidi e della superfamiglia dei Platanistoidei. Non sono strettamente imparentati con gli altri delfini di fiume delle famiglie dei Lipotidi, Pontoporiidi e Iniidi, che si sono tutte adattate indipendentemente agli habitat di acqua dolce. Il seguente cladogramma è basato sugli studi di Gatesy et al. (2012) e McGowen et al. (2020), e mostra le relazioni dei platanisti con le altre famiglie di odontoceti viventi:
|  | \| \| Beluga e narvalo (Monodontidae) \| \| \| \| \| \| Focene (Phocoenidae) \| \| \| \| |
|  |                                                                                          |
|  | Delfini oceanici (Delphinidae)                                                           |
|  |                                                                                          |
|  | Beluga e narvalo (Monodontidae)                                                          |
|  |                                                                                          |
|  | Focene (Phocoenidae)                                                                     |
|  |                                                                                          |

|  | Beluga e narvalo (Monodontidae) |
|  |                                 |
|  | Focene (Phocoenidae)            |
|  |                                 |

|  | Iniidae       |
|  |               |
|  | Pontoporiidae |
|  |               |

|  | \| \| Beluga e narvalo (Monodontidae) \| \| \| \| \| \| Focene (Phocoenidae) \| \| \| \| |
|  |                                                                                          |
|  | Delfini oceanici (Delphinidae)                                                           |
|  |                                                                                          |
|  | Beluga e narvalo (Monodontidae)                                                          |
|  |                                                                                          |
|  | Focene (Phocoenidae)                                                                     |
|  |                                                                                          |

|  | Beluga e narvalo (Monodontidae) |
|  |                                 |
|  | Focene (Phocoenidae)            |
|  |                                 |

|  | Iniidae       |
|  |               |
|  | Pontoporiidae |
|  |               |

|  | \| \| Beluga e narvalo (Monodontidae) \| \| \| \| \| \| Focene (Phocoenidae) \| \| \| \| |
|  |                                                                                          |
|  | Delfini oceanici (Delphinidae)                                                           |
|  |                                                                                          |
|  | Beluga e narvalo (Monodontidae)                                                          |
|  |                                                                                          |
|  | Focene (Phocoenidae)                                                                     |
|  |                                                                                          |

|  | Beluga e narvalo (Monodontidae) |
|  |                                 |
|  | Focene (Phocoenidae)            |
|  |                                 |

|  | Iniidae       |
|  |               |
|  | Pontoporiidae |
|  |               |

|  | \| \| Beluga e narvalo (Monodontidae) \| \| \| \| \| \| Focene (Phocoenidae) \| \| \| \| |
|  |                                                                                          |
|  | Delfini oceanici (Delphinidae)                                                           |
|  |                                                                                          |
|  | Beluga e narvalo (Monodontidae)                                                          |
|  |                                                                                          |
|  | Focene (Phocoenidae)                                                                     |
|  |                                                                                          |

|  | Beluga e narvalo (Monodontidae) |
|  |                                 |
|  | Focene (Phocoenidae)            |
|  |                                 |

|  | Iniidae       |
|  |               |
|  | Pontoporiidae |
|  |               |

|  | \| \| Beluga e narvalo (Monodontidae) \| \| \| \| \| \| Focene (Phocoenidae) \| \| \| \| |
|  |                                                                                          |
|  | Delfini oceanici (Delphinidae)                                                           |
|  |                                                                                          |
|  | Beluga e narvalo (Monodontidae)                                                          |
|  |                                                                                          |
|  | Focene (Phocoenidae)                                                                     |
|  |                                                                                          |

|  | Beluga e narvalo (Monodontidae) |
|  |                                 |
|  | Focene (Phocoenidae)            |
|  |                                 |

|  | Iniidae       |
|  |               |
|  | Pontoporiidae |
|  |               |

|  | \| \| Beluga e narvalo (Monodontidae) \| \| \| \| \| \| Focene (Phocoenidae) \| \| \| \| |
|  |                                                                                          |
|  | Delfini oceanici (Delphinidae)                                                           |
|  |                                                                                          |
|  | Beluga e narvalo (Monodontidae)                                                          |
|  |                                                                                          |
|  | Focene (Phocoenidae)                                                                     |
|  |                                                                                          |

|  | Beluga e narvalo (Monodontidae) |
|  |                                 |
|  | Focene (Phocoenidae)            |
|  |                                 |

|  | Iniidae       |
|  |               |
|  | Pontoporiidae |
|  |               |

|  | \| \| Beluga e narvalo (Monodontidae) \| \| \| \| \| \| Focene (Phocoenidae) \| \| \| \| |
|  |                                                                                          |
|  | Delfini oceanici (Delphinidae)                                                           |
|  |                                                                                          |
|  | Beluga e narvalo (Monodontidae)                                                          |
|  |                                                                                          |
|  | Focene (Phocoenidae)                                                                     |
|  |                                                                                          |

|  | Beluga e narvalo (Monodontidae) |
|  |                                 |
|  | Focene (Phocoenidae)            |
|  |                                 |

|  | Iniidae       |
|  |               |
|  | Pontoporiidae |
|  |               |

|  | \| \| Beluga e narvalo (Monodontidae) \| \| \| \| \| \| Focene (Phocoenidae) \| \| \| \| |
|  |                                                                                          |
|  | Delfini oceanici (Delphinidae)                                                           |
|  |                                                                                          |
|  | Beluga e narvalo (Monodontidae)                                                          |
|  |                                                                                          |
|  | Focene (Phocoenidae)                                                                     |
|  |                                                                                          |

|  | Beluga e narvalo (Monodontidae) |
|  |                                 |
|  | Focene (Phocoenidae)            |
|  |                                 |

|  | Iniidae       |
|  |               |
|  | Pontoporiidae |
|  |               |

|  | Cogia (Kogiidae)          |
|  |                           |
|  | Capodoglio (Physeteridae) |
|  |                           |

|  | \| \| Beluga e narvalo (Monodontidae) \| \| \| \| \| \| Focene (Phocoenidae) \| \| \| \| |
|  |                                                                                          |
|  | Delfini oceanici (Delphinidae)                                                           |
|  |                                                                                          |
|  | Beluga e narvalo (Monodontidae)                                                          |
|  |                                                                                          |
|  | Focene (Phocoenidae)                                                                     |
|  |                                                                                          |

|  | Beluga e narvalo (Monodontidae) |
|  |                                 |
|  | Focene (Phocoenidae)            |
|  |                                 |

|  | Iniidae       |
|  |               |
|  | Pontoporiidae |
|  |               |

|  | \| \| Beluga e narvalo (Monodontidae) \| \| \| \| \| \| Focene (Phocoenidae) \| \| \| \| |
|  |                                                                                          |
|  | Delfini oceanici (Delphinidae)                                                           |
|  |                                                                                          |
|  | Beluga e narvalo (Monodontidae)                                                          |
|  |                                                                                          |
|  | Focene (Phocoenidae)                                                                     |
|  |                                                                                          |

|  | Beluga e narvalo (Monodontidae) |
|  |                                 |
|  | Focene (Phocoenidae)            |
|  |                                 |

|  | Iniidae       |
|  |               |
|  | Pontoporiidae |
|  |               |

|  | \| \| Beluga e narvalo (Monodontidae) \| \| \| \| \| \| Focene (Phocoenidae) \| \| \| \| |
|  |                                                                                          |
|  | Delfini oceanici (Delphinidae)                                                           |
|  |                                                                                          |
|  | Beluga e narvalo (Monodontidae)                                                          |
|  |                                                                                          |
|  | Focene (Phocoenidae)                                                                     |
|  |                                                                                          |

|  | Beluga e narvalo (Monodontidae) |
|  |                                 |
|  | Focene (Phocoenidae)            |
|  |                                 |

|  | Iniidae       |
|  |               |
|  | Pontoporiidae |
|  |               |

|  | \| \| Beluga e narvalo (Monodontidae) \| \| \| \| \| \| Focene (Phocoenidae) \| \| \| \| |
|  |                                                                                          |
|  | Delfini oceanici (Delphinidae)                                                           |
|  |                                                                                          |
|  | Beluga e narvalo (Monodontidae)                                                          |
|  |                                                                                          |
|  | Focene (Phocoenidae)                                                                     |
|  |                                                                                          |

|  | Beluga e narvalo (Monodontidae) |
|  |                                 |
|  | Focene (Phocoenidae)            |
|  |                                 |

|  | Iniidae       |
|  |               |
|  | Pontoporiidae |
|  |               |

|  | \| \| Beluga e narvalo (Monodontidae) \| \| \| \| \| \| Focene (Phocoenidae) \| \| \| \| |
|  |                                                                                          |
|  | Delfini oceanici (Delphinidae)                                                           |
|  |                                                                                          |
|  | Beluga e narvalo (Monodontidae)                                                          |
|  |                                                                                          |
|  | Focene (Phocoenidae)                                                                     |
|  |                                                                                          |

|  | Beluga e narvalo (Monodontidae) |
|  |                                 |
|  | Focene (Phocoenidae)            |
|  |                                 |

|  | Iniidae       |
|  |               |
|  | Pontoporiidae |
|  |               |

|  | \| \| Beluga e narvalo (Monodontidae) \| \| \| \| \| \| Focene (Phocoenidae) \| \| \| \| |
|  |                                                                                          |
|  | Delfini oceanici (Delphinidae)                                                           |
|  |                                                                                          |
|  | Beluga e narvalo (Monodontidae)                                                          |
|  |                                                                                          |
|  | Focene (Phocoenidae)                                                                     |
|  |                                                                                          |

|  | Beluga e narvalo (Monodontidae) |
|  |                                 |
|  | Focene (Phocoenidae)            |
|  |                                 |

|  | Iniidae       |
|  |               |
|  | Pontoporiidae |
|  |               |

|  | \| \| Beluga e narvalo (Monodontidae) \| \| \| \| \| \| Focene (Phocoenidae) \| \| \| \| |
|  |                                                                                          |
|  | Delfini oceanici (Delphinidae)                                                           |
|  |                                                                                          |
|  | Beluga e narvalo (Monodontidae)                                                          |
|  |                                                                                          |
|  | Focene (Phocoenidae)                                                                     |
|  |                                                                                          |

|  | Beluga e narvalo (Monodontidae) |
|  |                                 |
|  | Focene (Phocoenidae)            |
|  |                                 |

|  | Iniidae       |
|  |               |
|  | Pontoporiidae |
|  |               |

|  | \| \| Beluga e narvalo (Monodontidae) \| \| \| \| \| \| Focene (Phocoenidae) \| \| \| \| |
|  |                                                                                          |
|  | Delfini oceanici (Delphinidae)                                                           |
|  |                                                                                          |
|  | Beluga e narvalo (Monodontidae)                                                          |
|  |                                                                                          |
|  | Focene (Phocoenidae)                                                                     |
|  |                                                                                          |

|  | Beluga e narvalo (Monodontidae) |
|  |                                 |
|  | Focene (Phocoenidae)            |
|  |                                 |

|  | Iniidae       |
|  |               |
|  | Pontoporiidae |
|  |               |

|  | Cogia (Kogiidae)          |
|  |                           |
|  | Capodoglio (Physeteridae) |
|  |                           |

Tra i Platanistoidei sono state classificate diverse specie fossili, le più antiche delle quali risalgono all'Oligocene superiore (circa 25 milioni di anni fa). Il numero di specie raggiunse il picco intorno al Miocene inferiore (circa 19 milioni di anni fa) e successivamente diminuì. Tra i Platanistoidei antichi ricordiamo i generi Otekaikea e Waipatia e la specie Awamokoa tokarahi dell'Oligocene superiore della Nuova Zelanda, la famiglia degli Allodelfinidi (Allodelphinidae) del Miocene inferiore del Pacifico settentrionale, e Notocetus vanbenedeni e Aondelphis talen del Miocene inferiore della Patagonia. Fossili di Platanistoidei sono stati rinvenuti anche in depositi miocenici di Europa e America del Nord. I Platanistoidei fossili mostrano una grande diversità nella forma della coclea, ma sotto questo aspetto Platanista è piuttosto insolito, in quanto sviluppa spirali più piatte e più distanziate tra loro.
Durante il Miocene medio, l'antenato di Platanista raggiunse la pianura indo-gangetica, all'epoca coperta da mari interni, rimanendovi anche quando nel Neogene superiore il livello del mare si abbassò e il suo ambiente si trasformò in habitat di acqua dolce. È probabile che questi delfini di fiume abbiano raggiunto l'Indo dal bacino del Gange attraverso eventi di cattura fluviale nel corso degli ultimi cinque milioni di anni. Secondo quanto indica il DNA mitocondriale, si ritiene che la divisione tra le due specie risalga a 550000 anni fa.

## Descrizione
I platanisti sono delfini tozzi con pinne pettorali larghe e squadrate, un rostro allungato e una minuscola pinna dorsale triangolare. Le articolazioni del collo conferiscono loro una grande flessibilità. Caso insolito tra i cetacei, lo sfiatatoio ha la forma di una fessura. Attraverso la pelle delle pinne è possibile vedere le ossa delle dita. I platanisti presentano alcune caratteristiche «primitive» per dei cetacei, come un cieco collegato al tubo digerente e sacche aeree vicino allo sfiatatoio. I testicoli dei maschi sono più vicini all'estremità posteriore del corpo che nei delfini marini e rispetto a questi scendono più in basso. La pelle va dal grigio al grigio-brunastro, ma il rostro e le aree circostanti possono avere una colorazione rosata. La specie dell'Indo tende ad essere più brunastra.
In uno studio condotto su 46 platanisti del Gange, la lunghezza e il peso massimi registrati sono stati 267 centimetri e 108 chilogrammi. Per la specie dell'Indo, la lunghezza e il peso massimi (su un totale di 80 individui misurati) risultano essere 241 centimetri e 120 chilogrammi. Le femmine del platanista del Gange sono generalmente più lunghe dei platanisti dell'Indo di entrambi i sessi, mentre i maschi di platanista del Gange sono più corti dei platanisti dell'Indo di entrambi i sessi. I platanisti dell'Indo tendono ad essere relativamente più pesanti dei platanisti del Gange, indipendentemente dal sesso.
Il cranio dei platanisti mostra una serie di caratteristiche insolite. L'osso mascellare presenta su ciascun lato delle estensioni o «creste» pneumatiche che si curvano intorno al melone e sporgono in avanti sul rostro. Queste probabilmente aiutano i delfini a focalizzare i segnali di ecolocalizzazione nel loro ambiente fluviale. La specie del Gange presenta inoltre una sporgenza in prossimità della sutura frontale, che la distingue dalla specie dell'Indo. I denti dei platanisti sono ricurvi e più lunghi nella parte anteriore, dove rimangono esposti quando le mascelle sono chiuse. I platanisti dell'Indo hanno un numero di denti maggiore dei platanisti del Gange, con una media di 33,2 denti nella mascella superiore e 32,9 nella mandibola, rispetto ai 28,4 e 29,4 dei secondi.
Dal momento che vivono in acque torbide, i platanisti sono quasi ciechi: i loro piccoli occhi hanno cornee appiattite e sono privi di cristallino. La retina – collegata a un nervo ottico ridotto – non è in grado di formare immagini, ma si limita a discernere la luce. L'animale si affida a un muscolo simile a uno sfintere attorno all'occhio per controllare l'accesso alla retina e prevenire la dispersione della luce, in modo simile a un foro stenopeico. Le orecchie sono adatte a udire le basse frequenze, in quanto hanno una coclea corta e appiattita con spirali ampiamente distanziale.

## Distribuzione e habitat

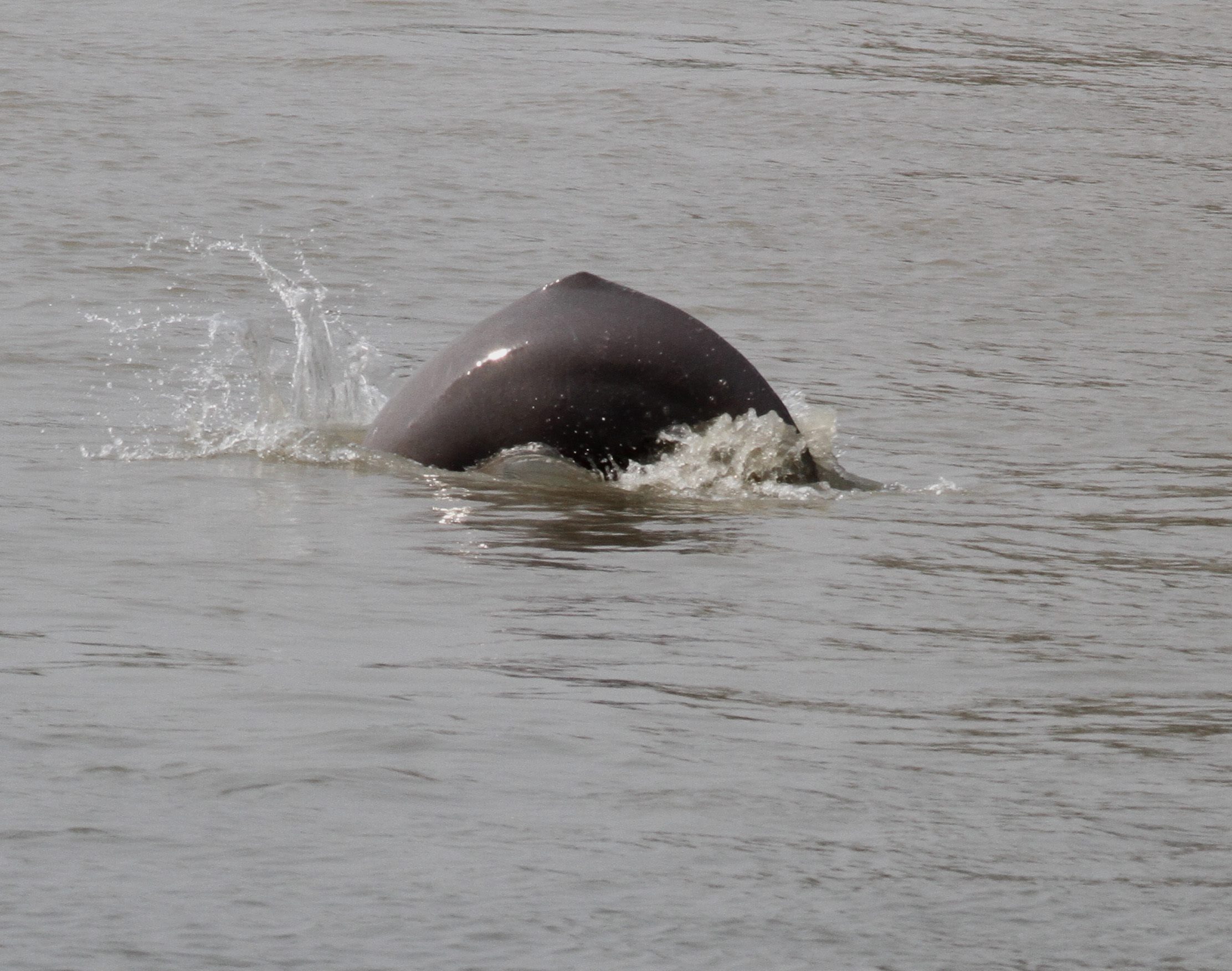
Platanista del Gange nelle Sundarbans del Bangladesh.

I platanisti abitano i corsi d'acqua settentrionali del subcontinente indiano. Il platanista del Gange vive nei fiumi Gange, Brahmaputra, Meghna, Karnaphuli e Sangu e nei loro affluenti. Il suo areale si estende dalle colline ai piedi dell'Himalaya al delta del Gange, attraverso gli Stati di Nepal, India e Bangladesh. Non è noto se sia presente anche in Bhutan. La quantità di acqua dolce che i fiumi riversano nel golfo del Bengala gli ha permesso di nuotare lungo la costa, ed è noto almeno il caso di un esemplare che aveva raggiunto il fiume Budhabalanga, circa 300 chilometri a sud-ovest del delta del Gange. Questa specie è ancora presente più o meno nello stesso areale che occupava nel XIX secolo, ma è scomparsa da alcuni fiumi e corsi d'acqua settentrionali e occidentali.
Il platanista dell'Indo vive principalmente nel fiume omonimo, in Pakistan, con tre popolazioni separate dagli sbarramenti di Chashma, Taunsa, Guddu e Sukkur. Ne esistono anche altre due popolazioni, una a valle di Sukkur, e l'altra nel fiume Beas, in India. Nel XIX secolo la specie veniva segnalata in tutto il sistema idrografico dell'Indo, dal delta fino a Kalabagh, appena a sud dell'Himalaya, nonché in tutti i suoi affluenti principali. A quanto pare, sembra che il platanista sia scomparso tra gli sbarramenti di Jinnah e di Chashma dopo il 2001.
I platanisti trascorrono la stagione secca nel corso principale dei fiumi, per poi spostarsi verso gli affluenti più piccoli durante il monsone. Si incontrano più comunemente nei punti dove i corsi d'acqua sono più profondi, nei meandri, in prossimità delle confluenze e intorno alle isole fluviali e ai banchi di sabbia, dove vi sono acque relativamente stabili. Sono stati visti anche in punti dove la profondità raggiunge i 30 metri, ma di solito vivono in acque meno profonde.

## Biologia
I platanisti sembrano essere attivi tutto il giorno. Vivendo in acque correnti, nuotano quasi costantemente e dormono solo per brevi periodi, per un totale di sette ore al giorno. Quando si trovano in acque poco profonde nuotano su un fianco. I platanisti generalmente fanno emergere il rostro, la testa e la pinna dorsale e raramente saltano fuori dall'acqua o ne sbattono la superficie con la coda, sebbene i comportamenti di superficie possano variare in base all'età, alla distanza dalla riva e all'ora del giorno. Le immersioni di adulti e subadulti possono durare fino a otto minuti, ma quelle dei neonati e dei giovani non sono così lunghe.

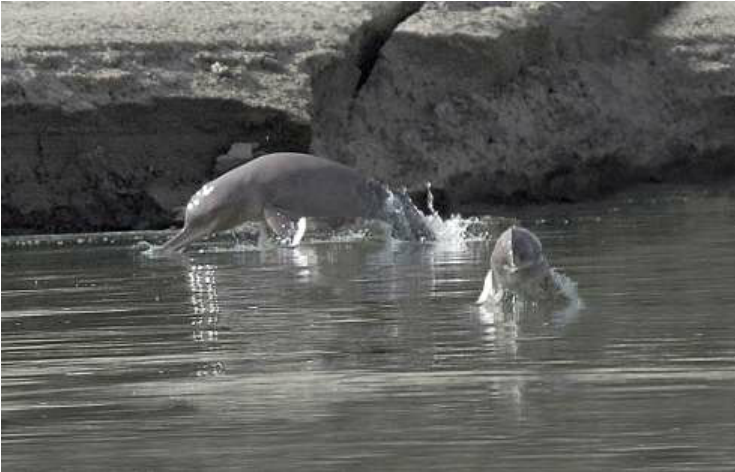
Platanisti dell'Indo che saltano.

I platanisti vengono generalmente avvistati da soli o in gruppi di 10 individui al massimo, ma nelle zone particolarmente ricche di cibo possono radunarsi fino a 30 delfini. I vari individui non sembrano avere forti legami sociali, fatta eccezione per le madri con i piccoli. Vivendo in ambienti fluviali poco profondi dove gli ostacoli acustici sono frequenti, questi delfini ecolocalizzano utilizzando click ripetitivi a intervalli di 10-100 millisecondi. I loro click sono circa un'ottava più bassi di quelli emessi da odontoceti oceanici di dimensioni comparabili, il che significa che forniscono meno informazioni sulla posizione di un oggetto, ma le creste mascellari dei platanisti probabilmente compensano lo svantaggio fornendo una maggiore sensibilità direzionale. Le vocalizzazioni utilizzate per la comunicazione includono scoppi e cinguettii.
I platanisti si nutrono principalmente di pesci e gamberetti. Nel corso di un metastudio, si è scoperto che circa il 46% delle prede apparteneva a specie che vivono sul fondo, il 31% a specie che vivono vicino alla superficie e il 23% a specie che occupano la colonna d'acqua. Le prede più frequenti sono i pesci gatto della famiglia dei Bagridi, i barbi, i pesci di vetro, i mastacembali, i ghiozzi e i gamberi. Quando cacciano in superficie, i delfini ascoltano i movimenti dei banchi di pesci che vengono poi radunati con movimenti rotatori, nuotate laterali e colpi di coda. I segnali di ecolocalizzazione non vengono utilizzati frequentemente in superficie, poiché molti pesci che vivono in questo livello sono in grado di udire gli ultrasuoni. Nella colonna d'acqua, i delfini utilizzano più click di ecolocalizzazione per trovare le prede nascoste tra gli oggetti sommersi e la vegetazione fino a 20 metri di distanza. Inoltre, stanano le prede che vivono sul fondo scavando con il rostro.
Le abitudini riproduttive di questi delfini di fiume sono poco conosciute. Nella specie del Gange, comportamenti di corteggiamento e accoppiamento sono stati documentati tra marzo e maggio, quando il livello dell'acqua è più basso; questi coinvolgono più maschi che inseguono una femmina e terminano con uno di loro che guadagna il diritto ad accoppiarsi. I piccoli nascono circa un anno dopo. Tra i platanisti del Gange le nascite sembrano essere più frequenti tra dicembre e gennaio e tra marzo e maggio. Per quanto riguarda i platanisti dell'Indo, invece, i neonati vengono osservati più comunemente tra aprile e maggio. I piccoli di platanista dell'Indo sono lunghi circa 70 centimetri alla nascita e vengono allattati fino a un anno di età, anche se assumono il loro primo cibo solido entro un paio di mesi. I platanisti raggiungono la maturità sessuale intorno ai dieci anni, ma è possibile che i maschi raggiungano il completo sviluppo solo a 20 anni. Gli strati di crescita nei denti suggeriscono che i platanisti possono vivere fino a 30 anni.

## Conservazione

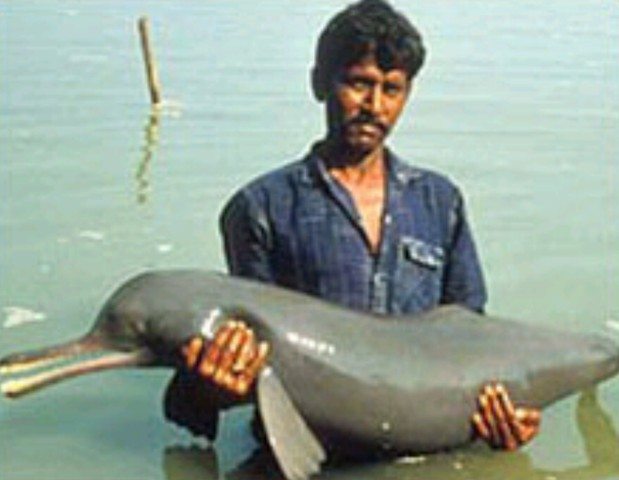
Un uomo con un platanista del Gange a Bhagalpur.

Attualmente, la Lista Rossa della IUCN classifica entrambi i platanisti come «specie in pericolo». Due valutazioni effettuate nel 2014 e nel 2015 hanno stimato una popolazione di 3500 platanisti del Gange e 1500 platanisti dell'Indo. La popolazione dei primi sembra essere in diminuzione, mentre quella dei secondi sembra essere in crescita. L'habitat di questi delfini di fiume coincide con alcune delle aree più densamente popolate del mondo, il che porta a un'intensa competizione per l'acqua e le risorse.
La creazione di dighe e sbarramenti nel sistema fluviale dell'Indo ha fortemente frammentato l'areale del platanista dell'Indo, tanto che la popolazione si è ridotta dell'80% a partire dal XIX secolo. Nell'areale del platanista del Gange sono state costruite circa 50 strutture di questo tipo. La frammentazione della popolazione rende questi delfini più vulnerabili alla consanguineità. Anche il pesante prelievo di acqua da parte della popolazione umana costituisce un fattore di rischio.
I delfini di fiume accumulano all'interno del corpo elevate quantità di inquinanti organici persistenti, pesticidi e metalli pesanti, poiché si trovano al vertice della loro rete alimentare fluviale. Pertanto, vengono considerati dei bioindicatori della salute dei sistemi fluviali. I pescatori competono con questi animali per i pesci di maggiori dimensioni. Le catture nelle reti da pesca sono generalmente accidentali, ma l'olio di delfino è ricercato come esca per i pesci e quindi i pescatori possono essere motivati a uccidere gli esemplari catturati. Inoltre, essendo quasi ciechi e facendo affidamento sull'ecolocalizzazione per orientarsi, i delfini di fiume vengono danneggiati anche dall'inquinamento acustico provocato dalle imbarcazioni.
I platanisti sono protetti dalla legge in tutti gli stati in cui vivono. Sono presenti in numerose aree protette, tra cui alcune istituite appositamente per loro, come la Riserva del platanista dell'Indo in Pakistan e il Santuario del platanista del Gange di Vikramshila in India. Il commercio internazionale è proibito, in quanto entrambe le specie figurano nell'Appendice I della Convenzione sul commercio internazionale delle specie minacciate di estinzione. Il platanista del Gange e quello dell'Indo sono considerati rispettivamente animali acquatici nazionali dell'India e del Pakistan.